# Somogybükkösd
Somogybükkösd község Somogy vármegyében, a Csurgói járásban.

## Fekvése
A település Somogy vármegye nyugati részén, Porrogszentpál és Zala vármegye határán fekszik egy dombos vidéken, a Zalaapáti-hát területén.

## Története
Első ismert írásos említése 1462-ben történt, amikor az egykori Filke községgel együtt az Apájfi és a Szelczei család elzálogosította a települést Darabos Lászlónak. Ebben az időben nevét Bykes alakban írták. Néhány évtized múlva a berzencei uradalomhoz tartozott, majd 1550-ben Both György, 1538–1539-ben Keczer János, 1626-ban az Istvánffy család, az 1660-as dézsmajegyzék szerint a Zrínyi család, 1701–1703-ban a Spongor család, az 1800-as években pedig a Domaniczky, Hochreiter, illetve a Kálordy és a Perczel családok birtokolták. A 20. század első negyedében már csak gróf Somssich János rendelkezett valamennyi birtokkal a faluban, rajta kívül már többségben voltak az 1–4 holdnyi földet tulajdonló birtokosok.
1769-ben a római katolikusok népiskolát alapítottak, 1772. január 22-én pedig vásárszabadalmat nyert a település. Az 1890-es években hitelszövetkezet alakult, ez 1928-ban szűnt meg. A települést egészen 1907-ig Bükkösdnek hívták, ekkor kapta mai nevét.

## Közélete

### Polgármesterei
- 1990–1994: Horváth Gézáné (független)[4]
- 1994–1998: Horváth Gézáné (független)[5]
- 1998–2002: Győrfy Miklós (FKgP)[6]
- 2002–2006: Győrfy Miklós (független)[7]
- 2006–2010: Győrfy Miklós (független)[8]
- 2010–2014: Győrfy Miklós (független)[9]
- 2014–2019: Győrfy Miklós (Fidesz-KDNP)[10]
- 2019–2024: Jeszek József (független)[11]
- 2024– : Jeszek József (Fidesz-KDNP)[1]

## Népesség
A 18. század elején körülbelül 5-25-en lakták, de a század végére már a háromszáz főt is megközelítette a népesség. 1850-ben 397, 1870-ben 400, a 19. és 20. század fordulóján pedig már 478 lakója volt, sőt a második világháború előtti években az 500-at is meghaladta a lélekszám. A század második felében azonban a lakosság jelentősen lecsökkent, a 21. század elején már a 100 főt sem éri el.
| Lakosok száma | 85   | 72   | 74   | 60   | 88   | 92   | 87   |
|               | 2013 | 2014 | 2015 | 2021 | 2022 | 2023 | 2024 |

A 2011-es népszámlálás során a lakosok 94,6%-a magyarnak, 10,9% cigánynak, 1,1% németnek mondta magát (5,4% nem nyilatkozott; a kettős identitások miatt a végösszeg nagyobb lehet 100%-nál). A vallási megoszlás a következő volt: római katolikus 70,7%, református 1,1%, evangélikus 9,8%, felekezet nélküli 7,6% (10,9% nem nyilatkozott).
2022-ben a lakosság 86,4%-a vallotta magát magyarnak, 2,3% cigánynak, 1,1% lengyelnek, 5,7% egyéb, nem hazai nemzetiségűnek (9,1% nem nyilatkozott; a kettős identitások miatt a végösszeg nagyobb lehet 100%-nál). Vallásuk szerint 50% volt római katolikus, 8% evangélikus, 1,1% református, 1,1% egyéb katolikus, 11,4% felekezeten kívüli (28,4% nem válaszolt).

## Nevezetességei
A település római katolikus temploma még az Árpád-korban, a 13. században épült, viszont ma már nem eredeti formájában látható, hanem egy 18. századi barokk átépítés után. Szintén ebből a századból származnak fő- és mellékoltárai, valamint a szószék is.
Somogybükkösdön található egy kisebb kastély is, a Perczel-kastély, amelynek 1985 óta védett parkjában atlanti cédrus, kolorádófenyő, kaukázusi jegenyefenyő, tiszafa és madárberkenye is található.
A falu közterein első és második világháborús hősi emlékmű, esőbeállós turistabázispont, egy kiállított szekér és egy régi tűzoltókocsi is található. A hegyháti pincesoron még áll egy régi, vályogból készült, boronás, zsúpfedeles pince.